# 前690年
| 千纪： | 前1千纪 |
| 世纪： | 前8世纪 \| 前7世纪 \| 前6世纪 |
| 年代： | 前720年代 \| 前710年代 \| 前700年代 \| 前690年代 \| 前680年代 \| 前670年代 \| 前660年代 |
| 年份： | 前695年 \| 前694年 \| 前693年 \| 前692年 \| 前691年 \| 前690年 \| 前689年 \| 前688年 \| 前687年 \| 前686年 \| 前685年                                                                                              |
| 纪年： | 己丑年（兔年）；周莊王七年；魯莊公四年；齊襄公八年；晉侯緡十七年；曲沃武公二十六年；秦武公八年；楚武王五十一年；宋湣公二年；衛黔牟七年；陳宣公三年；蔡哀侯五年；郑子婴四年；燕莊公元年；曹莊公十二年；杞靖公十四年 |

## 大事记
- 楚国灭罗国。
- 楚武王攻随国，中途病死。楚军进至随境，与盟而还，楚文王继位。
- 纪侯出奔，齐国灭纪国。
- 塔哈尔卡的人面狮身像（英语：Sphinx of Taharqa）開始在努比亚卡瓦（英语：Kawa (Sudan)）動工，它於前664年完工。

## 逝世
- 楚武王